# 秀山站 (福州)
秀山站（福州話：/sieu˥˥ laŋ˥˥/）位于中华人民共和国福建省福州市晋安区秀峰路与山前南路交叉口，是福州地铁1号线的地铁车站，车站于2017年1月6日启用。

## 车站结构
秀山站为地下二层车站，地下一层为站厅层；地下二层为站台层，岛式站台。
| 地面层   | 出入口                               |  | 出入口                   |
| 地下一层 | 站厅                                 |  | 票务服务、自动售票机     |
| 地下二层 | 1                                    |  | 1号线 往象峰（象峰）     |
| 地下二层 | 岛式站台，列车运行方向左侧的车门打开 |  |                          |
| 地下二层 | 2                                    |  | 1号线 往三江口（罗汉山） |

### 站厅
秀山站站厅位于秀峰路下方，站厅装修采用白绿相间弧形吊顶与白色搪瓷板。设置客服中心一处，位于站厅中心位置。售票机分布于站厅南北两端，部分售票机提供榕城通储值卡的充值功能，站厅另设有智能导乘机、自动售货机、自动取款机等服务设施，D出入口通道设有洗手间。

### 站台
秀山站共设置2个分别来往于象峰、三江口的1号线站台，采用岛式站台设计。车站站台采用白绿相间弧形吊顶与白色搪瓷板装修，设有智能导乘机、自动售货机等服务设施。

### 出入口与周边
秀山站目前开放2个出入口，无障碍电梯与卫生间均位于D出入口。
| 秀山站出入口信息            | 秀山站出入口信息 | 秀山站出入口信息 | 秀山站出入口信息          |
| --------------------------- | ---------------- | ---------------- | ------------------------- |
|                             |                  |                  |                           |
| 编号                        | 设施             | 位置             | 接驳交通                  |
| 出口 · B                    |                  | 秀峰路西北侧     | 秀山地铁站B口、地铁秀山站 |
| 出口 · D                    |                  | 秀峰路东南侧     | 秀山地铁站D口、地铁秀山站 |
| 注： 设有电梯 \| 设有卫生间 |                  |                  |                           |

#### 周边
目前秀山站周边多为居民区与待开发的村镇用地，五四北泰禾广场综合体可由B口出向北步行约600米到达，山姆小镇、蓝山四季等小区可由D口出步行到达。

## 历史
- 2012年5月23日，车站开始围挡施工。[3]。
- 2012年10月3日，车站开始扩大围挡进行第二阶段施工，占用秀峰路原有道路及绿化带。[4]
- 2014年10月14日，秀山-罗汉山区间双线贯通。[5]
- 2016年9月26日，车站固定式围挡全部拆除。[6]
- 2017年1月7日，车站随福州地铁1号线的开通而启用。[1]